# NStB Wyschrad
Az NStB – Wyschrad - Marienbad a magyar-osztrák  cs. kir. Északi Államvasút (k.k. Nördlichen Staatsbahn (NStB)) gőzmozdonyai voltak.

## Története
A hét mozdonyt a Maffei Mozdonygyár gyártotta Münchenben 1847-ben. Az NStB elnevezte őket   WYSCHRAD (más írásmód szerint VYSEHRAD),  AUSSIG,  JOSEFSTADT,  FRANZENSBRUNN, NIEMES és MARIENBAD-nak, valamint a 61-66 pályaszámokat adta nekik. A mozdonyoknak feltűnően magas gőzdómja volt.
1855-ben  Az Osztrák–Magyar Államvasút-Társaság (ÁVT) megvette az NStB-t és a mozdonyoknak új pályaszámokat adott. Először 304-309-t, majd 1873-tól IIIf. osztály 219-224-et, mivel a „MARIENBAD“-et 1873-ban selejtezték. 1891-ben az ÁVT magyar szakaszainak államosításakor öt mozdony került MÁV állományba a sorozatból, mint IIq. Osztály 1271-1275.

## Fordítás
- Ez a szócikk részben vagy egészben  a   NStB – Wyschrad bis Marienbad című német Wikipédia-szócikk fordításán alapul.  Az eredeti cikk szerkesztőit annak laptörténete sorolja fel. Ez a jelzés csupán a megfogalmazás eredetét és a szerzői jogokat jelzi, nem szolgál a cikkben szereplő információk forrásmegjelöléseként.